# Reserva Bora
La Reserva Bora es una reserva de vida silvestre de Madagascar. Está situado en el norte de Madagascar en la Región de Sofía, entre Antsohihy y Bealanana. Al este limita con el río Anjingo y su afluente Bemahavony. Para acceder a la parte sur, se tomará la carretera nacional 32 de Antsohihy a Befandriana Norte. Cubre una superficie de 48,41 km².